# 新華社
新華社（）は、中華人民共和国の国営通信社である。正式名称は新華通訊社（）。日本では新華社通信（）として知られている。

## 概要
中国の一般ニュースを海外向けに配信するほか、政府要人の発言を独占的に配信することが多く、実際、政府の幹部人事などは新華社を通じて発表されている。なお、新華社は中国中央電視台などとともに『中華人民共和国国務院、事実上の中国共産党中央宣伝部直属の機関』であるため、日本のメディアで「新華社によると」といった伝え方をした時は、中国政府及び中国共産党の公式見解を発表報道していると見做されている。
2006年9月、新華社は国務院（内閣）の決定に従って、外国通信社の中国国内における配信を新華社管理下に置き、配信内容に制限を設けることを定めた「外国通信社中国国内配信記事管理弁法」を発布。同日から施行された。同法では、外国通信社やそれに類するニュース配信機関が国内ユーザーと契約する場合、新華社系代理店を通すことを義務付けた。また配信記事、写真、図表について、国家統一や主権領土の完全性を損なうなどの10項目の内容を禁止。これに違反すれば、警告ののち、通信社の資格を取り消す場合もあるとしている。国内メディアが外国通信社記事を使用する場合も同様の規制を設けた。
1997年に返還される以前の香港では、イギリスによる香港統治を承認しない中国が領事館などの正式な在外公館を置かなかったため、新華通訊社香港支社がそれに代わる実質的な政府代表部としても機能していた。返還後も当面は従来の体制であったが、2000年1月18日に政府代表組織が中央政府駐香港連絡弁公室に分離改組され、本来の通信社機能が香港支社に残された。
複数の新聞媒体を発行しており、参考消息は中国大陸最多の発行部数300万部を誇る。

## 沿革
1931年11月、中華ソビエト共和国臨時政府の成立を機に紅色中華通訊社として設立され、1937年に現在の名称となる。
1944年、英語でのニュース配信·放送を開始。
1997年、新華社公式サイト「新華社ネット（新华网）」サービス提供開始。
2010年、全世界の視聴者向けのニュース専門チャンネル「中国新華社ニュースネットワーク（中国新华新闻电视网、英略:CNC）」放送開始。
2015年、「新華社アプリ」（新华社客户端）配信開始
2018年、日本語のでのニュース配信開始。
2018年11月、世界初のAIニュースキャスターを発表。

## 外国語の当て字
中華人民共和国における、漢字で記述されない外国の固有名詞の「中国語における外国固有名詞の表記」は、新華社が当て字使用したものが基準であり、新華社が決めるといわれる（例：ピカチュウ→皮卡丘（香港では比卡超）。サザンオールスターズ→「南天群星」（台湾などでは「南天之星」）。

## 海外での評価

### アメリカ合衆国
2018年9月、強硬な反中路線を採るアメリカのトランプ政権は新華社を外国代理人登録法に基づきいわゆる「外国代理人」と認定し、報道機関ではなくいわゆる「中国政府の政治活動団体」と認定している。
外交問題評議会の東南アジア研究員であるジョシュア・クルランツィックは、新華社は開発途上国に安価または無償でコンテンツを供給したり、競合する他の通信社の報道の空白を埋めたりしたことで、中国の国営メディアの中で特に大きな影響力を持ったと評している。